# Scott Servais
Scott Daniel Servais (né le 4 juin 1967 à La Crosse, Wisconsin, États-Unis) est un ancien joueur professionnel de baseball.
Il évolue comme receveur dans la Ligue majeure de baseball de 1991 à 2001 pour les Astros de Houston, les Cubs de Chicago, les Giants de San Francisco et les Rockies du Colorado.
Il est par la suite directeur du recrutement chez les Rangers du Texas et assistant au directeur général chez les Angels de Los Angeles avant d'être nommé le 23 octobre 2015 au poste de gérant des Mariners de Seattle.

## Carrière de joueur

### Amateur
Servais joue avec l'équipe des États-Unis de baseball qui gagne une médaille d'argent en baseball aux Jeux panaméricains de 1987 à Indianapolis et est le receveur substitut de l'équipe américaine qui remporte la médaille d'or en baseball, alors sport de démonstration, aux Jeux olympiques d'été de 1988 à Séoul.
D'abord réclamé par les Mets de New York au 2e tour de sélection du repêchage amateur de juin 1985, Scott Servais s'engage à l'université Creighton, où il évolue pour les Bluejays de 1986 à 1988. Il est d'ailleurs le neveu d'Ed Servais, l'homme qui prendra comme entraîneur la tête du programme de baseball de Creighton en 2004. Scott Servais signe son premier contrat professionnel avec les Astros de Houston, qui le repêchent au 3e tour de sélection en 1988.

### Ligue majeure de baseball
Servais fait ses débuts dans le baseball majeur avec Houston le 12 juillet 1991. En 1992 et 1993, il est le receveur substitut d'Ed Taubensee,. Lorsque ce dernier est échangé aux Reds de Cincinnati dans les premières semaines de la saison 1994, Servais est le receveur principal des Astros pour le reste de la campagne. 
Le 28 juin 1995, les Astros échangent Servais et le voltigeur Luis Gonzalez aux Cubs de Chicago contre le receveur Rick Wilkins. Servais obtient immédiatement plus de temps de jeu et est le receveur principal des Cubs de son arrivée jusqu'à la fin de la saison 1998. Cette utilisation plus fréquente lui permet d'amasser ses meilleures statistiques offensives en carrière. En 1995, entre Houston et Chicago, il frappe des records personnels de 13 coups de circuit et 22 doubles. En 1996, il dispute un sommet en carrière de 129 matchs et atteint ses records personnels de coups sûrs (118), de points produits (63) et de points marqués (42). Son dernier match avec les Cubs est aussi le seul match éliminatoire de sa carrière : il frappe deux coups sûrs en 3 passages au bâton dans le second match de la Série de divisions perdu par Chicago contre les Braves d'Atlanta. 
Devenu agent libre, Servais rejoint en janvier 1999 les Giants de San Francisco, où il frappe pour ,273 de moyenne au bâton en 69 matchs durant la saison qui suit. En décembre 1999, il signe chez les Rockies du Colorado pour la saison 2000 mais termine l'année par 7 matchs chez les Giants, qui le réclament au ballottage le 31 août. Il complète sa carrière en 2001 par 11 matchs pour sa première équipe, les Astros de Houston.
Scott Servais a disputé 820 matchs en 11 saisons dans le baseball majeur. Il compte 611 coups sûrs, dont 130 doubles et 63 circuits, 319 points produits et 243 points marqués. Sa moyenne au bâton se chiffre à ,245 et sa moyenne de présence sur les buts à ,306.

## Carrière de dirigeant et d'entraîneur
Après sa retraite de joueur, Scott Servais est instructeur des receveurs dans l'organisation des Cubs de Chicago en 2003 et 2004, puis dépisteur pendant en 2005 pour les Rockies du Colorado. Au cours de ce bref passage au Colorado, le directeur du recrutement est Jerry Dipoto, qu'il croisera à plusieurs reprises par la suite.

### Rangers du Texas
Servais amorce ensuite une carrière dans un poste de direction, où il s'illustre rapidement : comme directeur du développement des joueurs des Rangers du Texas, il transforme une équipe dont le réseau de clubs affiliés en ligues mineures est classé 28e sur 30 franchises des majeures pour l'élever au 1er rang en seulement deux ans. Servais est à l'emploi des Rangers de 2006 à 2011 et l'équipe remporte le titre de la Ligue américaine en 2010 et 2011. Un des joueurs des Rangers à l'époque, Nelson Cruz, donne le crédit à Servais pour l'avoir aidé en 2007 à améliorer son élan au bâton et conséquemment amélioré notablement ses performances en offensive,.

### Angels de Los Angeles
Les Angels de Los Angeles, dont le réseau de club affiliés (classé pire des majeures par Baseball America) est au moins aussi dépeuplé que celui des Rangers de 2006, engagent Servais en novembre 2011. Il est nommé assistant au directeur général Jerry Dipoto, en plus d'avoir des tâches de recrutement et de développement des joueurs.

### Mariners de Seattle
Jerry Dipoto démissionne de son poste de directeur général des Angels le 1er juillet 2015 et devient celui des Mariners de Seattle le 28 septembre suivant. Le 23 octobre 2015, Dipoto engage Servais une nouvelle fois et le nomme gérant des Mariners pour la saison 2016, en remplacement de Lloyd McClendon. Servais devient la 17e personne (excluant les intérims) à occuper ce poste chez les Mariners et, bien qu'il ait été instructeur plus d'une décennie plus tôt, ne compte alors aucune expérience de gérant, tant au niveau mineur que majeur.